# PLM 262 AE
Die vier Elektrolokomotiven 262 AE der Compagnie du chemin de fer Paris-Lyon-Méditerranée, später 2CC2 3400 der SNCF, waren Schnellzuglokomotiven für 1500 V Gleichstrom. Die Lokomotiven wurden auf der Nordrampe der Mont-Cenis-Bahn eingesetzt und wurden in den 1970er Jahren ausrangiert. Bei Ablieferung waren die 262 AE die leistungsfähigsten Lokomotiven der Welt mit nur einem Wagenkasten.

## Geschichte

### Bau

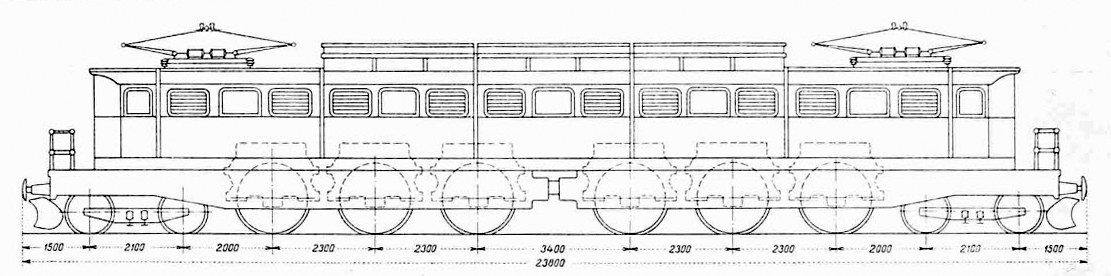
Typenskizze der PLM 262 AE

Nach den guten Resultaten mit der 242 BE 1 wählte die PLM das Konsortium von Batignolles und Oerlikon für den Bau von vier Schnellzuglokomotiven. Das Pflichtenheft wurde so ausgelegt, dass auch die Beförderung von Zügen auf der Strecke Marseille–Nizza möglich gewesen wäre, obwohl die Lokomotive nie dort eingesetzt wurde. Es sah vor, dass ein 600 t schwerer Zug mit 90 km/h auf einer Rampe von 8 ‰ befördert werden konnte. Es wurde keine Nutzbremse vorgesehen.

### Einsatz

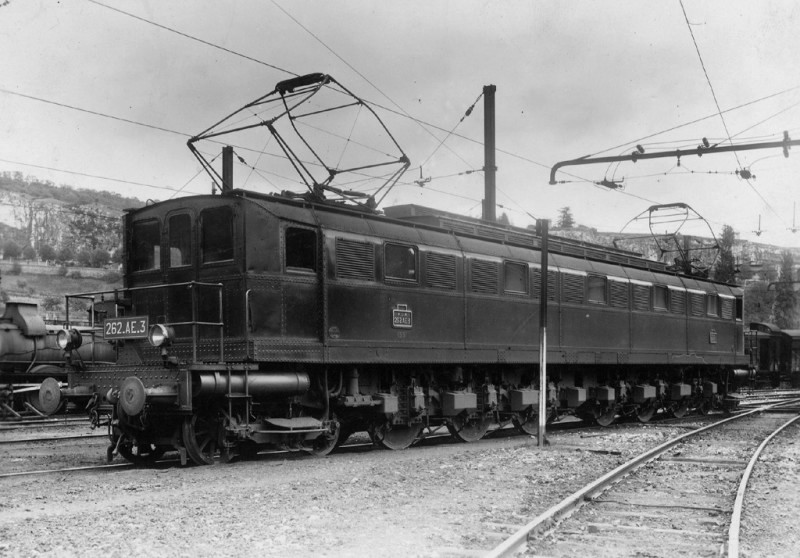
PLM 262 AE3.

Die monströsen Lokomotiven wurden von PLM bestellt und 1929 als 262 AE 1 bis 4 an das Depot Chambéry abgeliefert. Sie waren außer mit Stromabnehmern auch mit Schleifschuhen für die Energiezufuhr durch eine seitlich angeordnete Stromschiene versehen. Die 262 AE gehören mit einer Länge von 23,8 m zu den längsten in Frankreich eingesetzten Elektrolokomotiven. Sie haben während beinahe 50 Jahren Reisezüge auf der mit Fahrleitung elektrifizierten Strecke Culoz–Chambéry und der daran anschließenden mit dritter Schiene elektrifizierten Strecke Chambéry–Modane gezogen.
Die ziemlich starken und zuverlässigen Lokomotiven wiesen gegenüber den Prototypen-Lokomotiven eine größere Anzahl Antriebsachsen auf, was ihnen die Bewältigung der Strecke Saint-Jean-de-Maurienne–Modane mit Steigungen bis 30 ‰, ohne Durchdrehen der Treibräder ermöglichte.
In den 1950er Jahren wurden die Lokomotiven zur SNCF-Baureihe 2CC2 3400. Die Ablieferung der PO E 1–80 und der mit Schleifschuhen für die dritte Schiene ausgerüsteten CC 7100 verdrängten die 2CC2 3400 in den Güterverkehr. Mit Ablieferung der CC 6500 Ende der 1960er Jahre begann die die SNCF die Lokomotiven auszurangieren, bis auf die 2CC2 3402, die erst 1974 aus dem Inventar gestrichen wurde.

## Technik

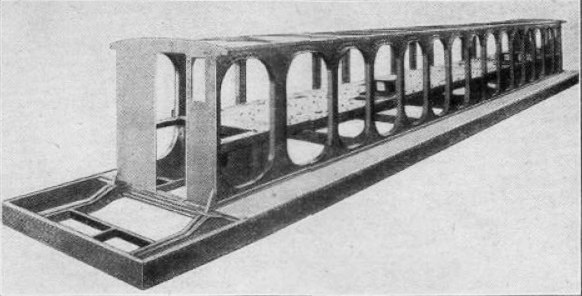
Kastenstruktur der 262 AE

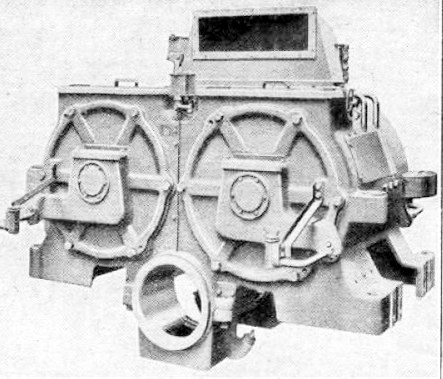
Doppelfahrmotor Typ Oerlikon MBZ 660

Der Wagenkasten liegt auf den beiden miteinander kurzgekuppelten Drehgestellen und nimmt keine Zugkräfte auf. Die tragende Struktur liegt innerhalb der beiden Seitengänge, die Seitenwände sind nur Verkleidungen, die für Wartungsarbeiten leicht entfernt werden können.
Die Lokomotiven haben Oerlikon-Einzelachsantrieb. Die sechs Doppel-Fahrmotoren vom Typ Oerlikon MBZ 660 lassen sich wie folgt gruppieren:
- Serienschaltung (S) aller Motoren während der Anfahrt (Klemmenspannung pro Motor: 250 V)
- Serie-Parallel-Gruppierung (SP), bei der zwei Gruppen von je drei in Reihe geschalteten Motoren gebildet werden (Klemmenspannung pro Motor: 500 V)
- Parallel-Serie-Gruppierung (PS), bei der drei Gruppen von je zwei in Reihe geschalteten Motoren gebildet werden (Klemmenspannung pro Motor: 750 V)
- Parallelschaltung (P) alle Motoren bei Höchstgeschwindigkeit (Klemmenspannung pro Motor: 1500 V)[1]

Elektro-pneumatische Schütze schalten die Gruppierung sowie die Anzapfungen des Bremswiderstandes und die Feldschwächungsstufen. Kompressor, Ventilatorgruppe und Führerstandheizung werden durch elektromagnetische Schütze gesteuert, welche die 1500 V aus der Fahrleitung bei Bedarf zuschalten. Die Spannung im Steuerstromkreis beträgt 60 V.

## Erhaltene Lokomotiven

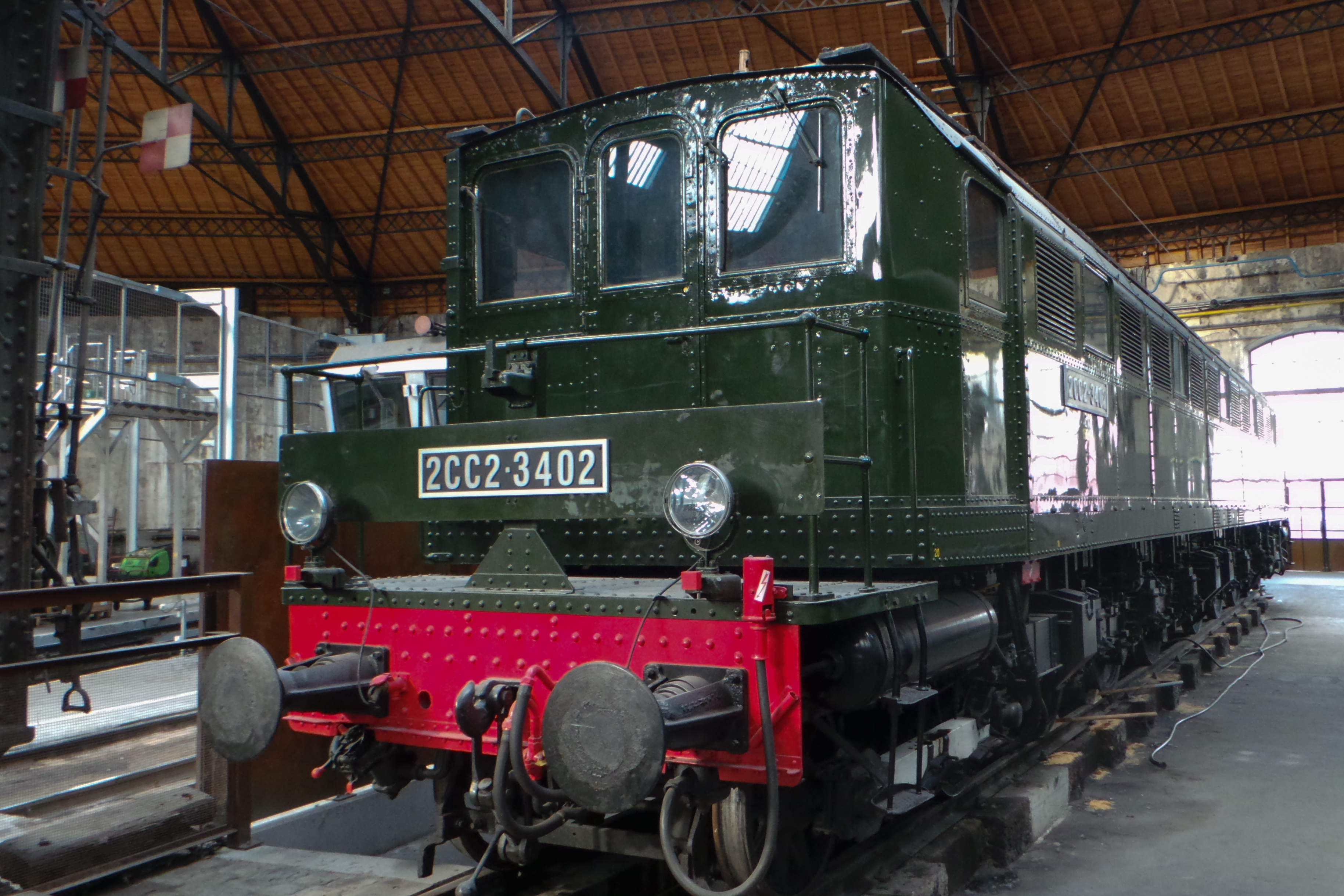
Die 2CC2 3402 im Ringlokschuppen von Chambéry im November 2013.

Die 2CC2 3402 ist die einzige erhaltene Lokomotive der Serie. Sie war mehrere Jahre im alten Ringlokschuppen des Depots Montluçon hinterstellt, bevor sie am 20. Januar 2002 auf eigenen Rädern in ihr altes Heimatdepot Depot Clermont-Ferrand geschleppt wurde. Untersuchungen zeigten, dass die Lokomotive sehr gut erhalten war. Die Aufarbeitung in den betriebsfähigen Zustand begann im Bahntechnikzentrum Chambéry. Die Arbeiten am mechanischen Teil und am Äußeren sind praktisch abgeschlossen. Die Maschine steht im Lokomotivschuppen Rotonde ferroviaire de Chambéry. Im Jahr 2008 wurde die Lokomotive das erste Mal seit dem Jahr 1974 unter Spannung gesetzt und konnte sich aus eigener Kraft im Gleisfeld des Depots Chambéry bewegen.